# DOCSIS
DOCSIS (Data Over Cable System Interface Specification) е де факто стандарт при преноса на информация върху смесените оптично-коаксиални мрежи на кабелните оператори (Hybrid Fiber-Coax (HFC)). Кабелните модеми, работещи по този стандарт, са в състояние да осигуряват непрекъсната, гарантирана и сравнително високоскоростна комуникация. Трите завършени версии на DOCSIS:
DOCSIS 1.0, DOCSIS 1.1 и DOCSIS 2.0 предоставят различни нива на възможности и функционалност, както и пълна съвместимост с DOCSIS.
DOCSIS 1.0 покрива технологиите, които са достъпни в периода 1995–1996 година. През това време тя получава голямо разпространение в целия свят. DOCSIS 1.0 е базата, на която са разработени следващите версии. Има възможност да поддържа скорост 5Mbps с честота 6MHz.
DOCSIS 1.1 е втората фаза. Тя добавя гъвкавост в управлението, сигурност и Quality-of-Service (QoS). Вече се позволява прилагане на услуги в реално време, като телефония (VoIP), интерактивни игри и конферентни връзки. Има възможност да поддържа скорост 10Mbps с честота 6MHz.
DOCSIS 2.0 предлага силно увеличен обратен канал (30Mbps), което позволява използването на симетрични услуги (видео-конферентна връзка).
Има възможност да поддържа скорост 30Mbps с честота 6MHz.
Всичките три фази са формално одобрени от национални, регионални и международни стандартизиращи организации, като Society for Cable Telecommunications Engineers (SCTE), The European Telecommunications Standards Institute (ETSI), и The International Telecommunications Union (ITU).
Различават се два основни вида DOCSIS, които се различават по широчината на използваните канали:
- North American DOCSIS – CableLabs *6MHz за прав канал и от 5 до 42 MHz за обратен канал
- EuroDOCSIS – tComLabs *8MHz за прав канал и от 5 до 65 MHz за обратен канал

Обикновено, няколкостотин абоната могат да споделят 6MHz (8MHz EuroDOCSIS) прав канал и един или повече обратни канали. Правият канал е съвместим с транспортната модулация MPEG (QAM 64, QAM 256) и може да предостави до 40Mbps. В DOCSIS 1.0 и 1.1 обратният канал може да бъде до 3,2 MHz (~10Mbps), а в DOCSIS 2.0 – до 6,4 MHz (~30Mbps).
DOCSIS определя както предаването на кабелния модем по физическия слой (PHY), така и MAC (Media Access Control sublayer) протокола, използван за достъп до транспортния канал. Спецификацията покрива характеристиките на предаването от кабелната станция (CMTS) към клиента и обратно. Кабелната станция е отговорна за получаването на пакети от външната мрежа и изпращането им към клиентите през HFC-мрежата на кабелния оператор. Кабелната станция определя реда и приоритета при предаването на пакетите през мрежата на оператора. Поради факта че кабелната станция има пълен контрол върху целия трафик от нея към клиентите, достъпът до транспортния канал не е необходимо да бъде съгласуван с кабелните модеми.
Достъпът до обратния канал обаче (от клиентите до кабелната станция) е по-различен. В този случай всички модеми трябва да се „състезават“ за достъп до него. По тази причина, всеки модем, който желае да предава към кабелната станция, трябва първо да изпрати заявка към нея, за да получи разрешение за предаване.
Кабелната станция събира тези заявки и изпраща съобщение до всички модеми, като дава определена „порция“ време на всеки да изпрати пакет обратно. Кабелните модеми могат да изпращат само една заявка за предаване в определен момент, като за целта има ограничение за броя на предаванията, които един модем може да направи в секунда.
Разликата в правия и обратния канал налага комуникацията между модема и кабелната станция да бъде асиметрична. Точно тази асиметрия е причината, поради която се налага използване на много балансиран подход при работата с такъв тип мрежа.